# Македонія (площа)
Пло́ща «Македо́нія» (мак. Плоштад Македонија) — центральна площа столиці Північної Македонії міста Скоп'є, наочне втілення проекту «Скоп'є-2014»; найпопулярніше у країні місце проведення різноманітних масових (політичних, культурних, фестивальних тощо заходів), зона піших прогулянок містян і туристів. Це найбільша площа Північної Македонії — 18 500 м². Розташована у центральній частині, перетинається річкою Вардар. На цьому майдані перший Президент країни Киро Глигоров проголосив незалежність Македонії (8 вересня 1991 року).

## З історії
На відміну від багатьох інших площ, які виникли з природних відкритих просторів та торжищ, площа Македонії була штучно створена в період міжвоєнної Югославії. Центральну частину Скоп'є, яка протягом століть була східною, було знесено — відтак, утворилась велика площа, оточена європейськими будівлями та палацами (на сьогодні збереглись лише палаци Ристіча та Мазура, а також Будинок офіцерів).
Після приходу до влади в Югославії комуністів, й встановлення культу особистості Йосипа Броз Тіто, площа була перейменована на честь цього партизанського ватажка. Сучасну назву майдан дістав у 1991 році, коли Республіка Македонія проголосила незалежність.

Готель Mariott на площі Македонія, травень 2019 року

Площа значно змінила свій вигляд після землетрусу 1963 року, а також під час реалізації проекту «Скоп'є-2014», коли були відновлені оригінальні споруди в центрі македонської столиці, зруйновані в результаті поштовхів або зведені нові. Площу також прикрасили статуї видатних діячів історії Македонії, найбільша з яких — 22-метрова статуя вершника на коні, також неофіційно відома як статуя Александра Македонського.
У 2016 році на площі «Македонія» відкрив свою роботу перший у країні готель мережі Mariott — Skopje Marriott Hotel.